# IC 2365
IC 2365 = IC 2366 ist eine linsenförmige Galaxie vom Hubble-Typ SB0 im Sternbild Krebs auf der Ekliptik. Sie ist schätzungsweise 267 Millionen Lichtjahre von der Milchstraße entfernt.
Das Objekt wurde am 11. Februar 1896 vom französischen Astronomen Stéphane Javelle entdeckt.